# Diakonie Most
Diakonie ČCE – středisko sociální pomoci v Mostě je jedním ze středisek Diakonie ČCE. Funguje od roku 2000 a poskytuje především služby pro rodiny a lidi v obtížných životních situacích. Působí ve dvou městech – v Mostě a v Litvínově.

## Poskytované služby

### Sociální služby[1]
- Azylový dům pro ženy a matky s dětmi v tísni Most – azylový dům poskytuje ubytování na přechodnou dobu pro ženy a matky nezletilými s dětmi, které jsou ohroženy násilím, ztratily bydlení nebo žijí v nevyhovujících podmínkách
- Občanská poradna Most a Litvínov – poskytuje poradenství zejména v oblastech sociálně právní, pracovně právní, v oblasti bydlení, dluhů a exekucí, rodinných a partnerských vztahů apod. Poradna je také kontaktním místem pro oběti trestných činů a domácího násilí[2]
- Sociální práce v ohrožených rodinách Most a Litvínov – sociálně aktivizační služba pro rodiny s dětmi, pomáhá klientům při výchově dětí, v otázkách hospodaření, bydlení, vzdělávání apod.
- Tým duševního zdraví pro děti a mladé lidi Most - hlavním posláním služby je zvýšit kvalitu života dětí a mladistvých s duševním onemocněním a zajistit včasnou péči s cílem předejít dalšímu rozvoji problémů či případné hospitalizaci dítěte.

### Ostatní služby[1]
- Dobrovolnické centrum Most – vyhledává, proškoluje a doprovází dobrovolníky a vysílá je do neziskových organizací na Mostecku
- Doprovázení pěstounských rodin Most – poskytuje výchovné, poradenské a vzdělávací služby pro rodiče - pěstouny